# Setge de Barcelona (1705)
El Setge de Barcelona fou un dels episodis de la Guerra de Successió Espanyola, en què els aliats van prendre la ciutat de Barcelona el 1705.

## Antecedents
Preveient la mort de Carles II de Castella sense descendència, Lluís XIV de França i Leopold I del Sacre Imperi Romanogermànic feren un pacte per repartir-se l'imperi dels Habsburg hispànics: un el feren el 1690 i l'altre, el 1700. Però les condicions de l'estratègia d'ambdues potències sembla canviar el 1699 quan mor el testamentari Josep Ferran de Baviera. L'any següent Carles II redacta un segon testament. Dies abans que morís, la cambra reial havia estat escenari d'intrigues polítiques a favor, sigui de l'hereu austríac o bé del francès. Carles finalment signà un testament a favor del net de Lluís XIV, Felip d'Anjou, com a nou titular de la corona. Carles mor el primer de novembre de 1700.
La proclamació de Felip el 16 de novembre de 1700 va suposar l'adveniment de la dinastia borbònica a la confederació catalano-aragonesa. En una primera etapa, el regnat de Felip V va ser tutelat pel seu avi, Lluís XIV de França. Les Corts de Castella reconeixen Felip d'Anjou com a rei el 8 de maig de 1701 i 2 d'octubre de 1701 Felip entra a Barcelona on jura les Constitucions i els representants polítics catalans -en reciprocitat- li van jurar fidelitat com a nou rei d'Aragó i comte de Barcelona. Seguidament se celebren corts -tancades el 14 de gener de 1702- en les quals el rei va accedir a quasi totes les peticions fetes pels catalans.
Ben aviat l'arxiduc Carles d'Àustria va començar a fer efectives les seves pretensions a la Corona espanyola, amb el suport dels regnes de la Corona d'Aragó, en particular, pels catalans, que mantenien el seu ressentiment envers els francesos arran de la pèrdua de la Catalunya Nord. Això desencadenà la Guerra de Successió Espanyola, que va adquirir caràcter internacional.

## Desembarcament de 1704
El 27 de maig de 1704 es produeix un primer intent de desembarcament aliat a Barcelona, amb Jordi de Darmstadt al front de 30 vaixells anglesos i 18 d'holandesos, però és un estol insuficient perquè només compta amb 1.200 soldats d'infanteria. El seu objectiu era el bloqueig de la flota francesa de la Mediterrània. En presentar-se davant de la costa de Barcelona, la flota comptava amb el suport del conspiradors partidària de l'Arxiduc per fomentar una conspiració austriacista a la ciutat que, contràriament, es posà a les ordres del despòtic virrei Francisco de Velasco per por a les represàlies.
La instigació austriacista a Barcelona no va prosperar i la flota es va retirar constatant que la ciutat de Barcelona no s'aixecava i el virrei enduria la seva política repressiva, forçant l'exili i fomentant el suport austriacista entre els barcelonins. Els aliats fugen bombardejant el 31 de maig.
Després que els anglesos prenguessin Gibraltar a l'agost de 1705, l'arxiduc embarca a Lisboa en direcció a la Mediterrània. L'estol bombardeja Alacant el 3 d'agost i el 17 d'agost s'atura a Altea on l'arxiduc és proclamat rei i s'estén la revolta valenciana dels maulets liderada per Joan Baptista Basset. Mentrestant, alenats constantment pel príncep Jordi de Darmstadt, escamots armats barren el pas als borbònics a la plana de Vic i els derroten al combat del Congost.
La flota de l'arxiduc, composta per 180 vaixells amb 9.000 soldats anglesos, holandesos i austríacs i 800 cavalls sota el comandament de Lord Peterborough, l'holandès Shrattenbach i Jordi de Darmstadt arriba a Barcelona el 22 d'agost, desembarcant a les platges de Montgat.

## El setge
Les autoritats de la ciutat es posen a les ordres de Felip d'Anjou i proposen de formar la milícia armada de la ciutat, la Coronela, mentre la població vacil·la. Mentrestant els vigatans s'aixequen i en baixen uns 1.000 d'armats de la Companyia d'Osona per unir-se al desembarcament, que en la Batalla de Montjuïc capturen la fortalesa, que seria fortificada i usada per bombardejar la ciutat. Mataró es declarà per Carles i llevà un regiment per ajudar en el setge. Seguiren Girona i Tarragona. L'ofensiva aliada per ocupar els països catalans continuà i Lleida caigué en mans de Manuel Desvalls i de Vergós el 23 de setembre,
El tinent general José de Salazar rebé l'ordre de dur el seu exèrcit, que assetjava Dénia, a Barcelona deixant el regne indefens tret del Regiment de cavalleria de Rafael Nebot i dos esquadrons comandats per Luis de Zúñiga. Barcelona, envoltada de les tropes aliades va capitular el 9 d'octubre i el Virrei de Catalunya Francisco Antonio Fernández de Velasco y Tovar signa la capitulació el 9 d'octubre de 1705.

## Conseqüències
La ciutat s'aixecà contra Francisco de Velasco i calia calmar la revolta, de manera que el 22 d'octubre entrà a Barcelona l'arxiduc Carles, que el 7 de novembre de 1705 jura les constitucions catalanes i és proclamat rei amb el nom de Carles III. Una de les primeres mesures que pren és la convocatòria de les Corts Generals
L'ofensiva aliada per ocupar els Països Catalans continua, Lleida cau en mans de Manuel Desvalls i de Vergós el 23 de setembre,
El Regiment de cavalleria de Rafael Nebot es va passar a la causa austriacista, Basset va cavalcar des de Dénia passant Gandia i Alzira, sense trobar-hi cap resistència important i en poques setmanes, arribaren a la ciutat de València, on proclamaren rei Carles d'Àustria a finals de desembre, i el castell d'Alacant aguanta fins al 1706.